# Dischidia diphylla
Dischidia diphylla är en oleanderväxtart som beskrevs av Adolph Daniel Edward Elmer. Dischidia diphylla ingår i släktet Dischidia och familjen oleanderväxter. Inga underarter finns listade i Catalogue of Life.